# Jörgen Persson (filmfotograf)
Alf Jörgen Persson, född 10 september 1936 i Helsingborg, är en svensk filmfotograf som fotograferat ett stort antal filmer.
Persson har samarbetat med ett flertal skandinaviska regissörer. Särskilt nära har han samarbetat med regissörer som Bille August, Lasse Hallström, Bo Widerberg, Roy Andersson och Hasse Alfredson, med vilka han har arbetat med på ett flertal filmer. Bland övriga regissörer vars filmer Persson ansvarat för foto på syns Colin Nutley, Liv Ullmann och Lasse Åberg.

## Filmografi (urval)
- 2010 – Underkastelsen
- 2007 – Varg
- 2001 – En sång för Martin
- 2000 – Trolösa
- 1998 – Les Misérables
- 1997 – Fröken Smillas känsla för snö
- 1996 – Jerusalem
- 1995 – Vita lögner
- 1994 – Zorn
- 1993 – Andarnas hus
- 1990 – Black Jack
- 1989 – Kvinnorna på taket
- 1989 – Vägen hem
- 1988 – Vargens tid
- 1987 – Pelle Erövraren
- 1985 – Mitt liv som hund
- 1985 – Falsk som vatten
- 1984 – Åke och hans värld
- 1984 – Slagskämpen
- 1984 – Ruben Nilson, visdiktaren - målaren - plåtslagaren
- 1983 – P & B
- 1982 – Den enfaldige mördaren
- 1982 – Tuppen
- 1981 – Hundarnas morgon
- 1981 – Min syster kan grekiska
- 1980 – Prins Hatt under jorden
- 1980 – Sällskapsresan
- 1979 – Den åttonde dagen
- 1972 – Stora skälvan (TV-serie)
- 1971 – Niklas och Figuren
- 1970 – Den magiska cirkeln
- 1970 – En kärlekshistoria
- 1969 – Ådalen 31
- 1967 – Elvira Madigan
- 1966 – Heja Roland!